# Phanerotoma filicornis
Phanerotoma filicornis är en stekelart som beskrevs av Herbert Zettel 1988. Phanerotoma filicornis ingår i släktet Phanerotoma och familjen bracksteklar. Inga underarter finns listade i Catalogue of Life.